# プリースト (映画)
『プリースト』（原題: Priest）は、2011年のアメリカのホラーアクション映画。韓国の漫画家邢民友のマンファ『PRIEST』を原作としている。

## あらすじ
何世紀にもわたりバンパイアと戦い続けていた人類は、高い防壁に囲まれ、教会の司祭たちが住民を支配する都市ディストピアで暮らしていた。教会の司祭で伝説の戦士と名高いプリーストは、ある日、街の外で人々がバンパイアに襲われているという話を聞く。バンパイアは絶滅したと主張する教会の妨害を受けながらも、プリーストは街の外へ出てバンパイアの巣くつへと向かう。主演ポール・ベタニーとスコット・スチュワート監督が、「レギオン」に続きタッグを組んだ3Dアクション。

## キャスト
| 役名               | 俳優                     | 日本語吹替   |
| ------------------ | ------------------------ | ------------ |
| プリースト         | ポール・ベタニー         | 加瀬康之     |
| ブラックハット     | カール・アーバン         | 東地宏樹     |
| ヒックス           | キャム・ギガンデット     | 浪川大輔     |
| プリーステス       | マギー・Q                | 園崎未恵     |
| ルーシー           | リリー・コリンズ         | 寿美菜子     |
| セールスマン       | ブラッド・ドゥーリフ     | 咲野俊介     |
| オーウェン         | スティーヴン・モイヤー   |              |
| シャノン           | メッチェン・アミック     |              |
| オレラス枢機卿     | クリストファー・プラマー | ふくまつ進紗 |
| チェンバレン枢機卿 | アラン・デイル           | 有本欽隆     |

- その他の声の吹き替え：坂巻学／尾崎麗奈／石田嘉代／樋口智透／新田英人